# 10991 Dulov
A 10991 Dulov (ideiglenes jelöléssel 1974 RY1) a Naprendszer kisbolygóövében található aszteroida. Nyikolaj Sztyepanovics Csernih fedezte fel 1974. szeptember 14-én.